# Asthena corneata
Asthena corneata là một loài bướm đêm trong họ Geometridae.